# Карін Моландер
Катаріна Маргарета Елісабет Едвертц (Katarina Margareta Elisabet Edwertz, 20 травня 1889 — 3 вересня 1978), відома як Карін Моландер (швед. Karin Molander) — шведська акторка театру та кіно.

## Біографія
Брала уроки у шведської акторки Юлії Хокансон. Дебютувала на сцені театру Васи у 1907, у 1911—1920 грала у трупі Інтимного театру, у 1922—1925 та 1931—1936 — у театрі Драматен. У кіно дебютувала у 1914 у фільмах Віктора Шестрема та Моріца Стіллера. Стала у 1910-х-1920-х однією із зірок шведського німого кіно. Згодом майже не знімалася.
Була одружена з кінорежисером Густавом Моландером (1909—1919, син — актор і продюсер Харальд Мjландер), другим шлюбом — з актором Ларсом Гансоном (1920—1965).